# Ченнаи (округ)
Ченна́и (англ. Chennai) — городской округ в индийском штате Тамилнад. Площадь округа — 174 км². Это самый маленький по площади и самый экономически развитый округ штата. По данным всеиндийской переписи 2001 года население округа составляло 4 343 645 человек. Уровень грамотности взрослого населения составлял 85,3 %, что значительно выше среднеиндийского уровня (59,5 %).
Населённые пункты округа:
- Адамбаккам[англ.]
- Адьяр
- Аландур[англ.]
- Аннанагар[англ.]
- Ашокнагар[англ.]
- Аянаварам[англ.]
- Вадапалани[англ.]
- Вандалур[англ.]
- Вашерманпет[англ.]
- Вьясарпади[англ.]
- Гопалапурам[англ.]
- Гуинди[англ.]
- Инджамбаккам[англ.]
- К. К. Нагар[англ.]
- Кодамбаккам[англ.]
- Кодунгайюр[англ.]
- Коруккпет[англ.]
- Мадхаварам[англ.]
- Майилапур[англ.]
- Мамбалам[англ.]
- Манниваккам[англ.]
- Медаваккам[англ.]
- Минабаккам[англ.]
- Мудичур[англ.]
- Ниланкарай
- Нунгамбаккам[англ.]
- Паллаварам[англ.]
- Паммал[англ.]
- Парк-Таун[англ.]
- Перамбур[англ.]
- Пудхуваннарапеттай[англ.]
- Пурасавалкам[англ.]
- Ройапеттах[англ.]
- Сайдапет[англ.]
- Т. Нагар[англ.]
- Тейнампет[англ.]
- Тирисулам[англ.]
- Тондиарпет[англ.]
- Тхарамани[англ.]
- Тхиру В. К. Нагар[англ.]
- Тхирувалликени[англ.]
- Тхурайпаккам[англ.]
- Чепет[англ.]
- Ченнаи
- Чромепет[англ.]
- Чулай
- Шенойнагар[англ.]
- Шолинганаллур[англ.]
- Эгмор[англ.]